# Notenkraker (Avonturenpark Hellendoorn)
Notenkraker was een polyp in het Nederlandse attractiepark Avonturenpark Hellendoorn te Overijssel.
De attractie werd in 1987 gebouwd door het Nederlandse bedrijf Carrouselbouw Holland. In 1998 besloot het park de attractie te ontmantelen om zo meer plaats vrij te maken in het park voor nieuwe en grotere attracties.
Afbeeldingen
 · Lijst van attracties